# Гура Ракулуј (Долж)
Гура Ракулуј (рум. Gura Racului) насеље је у Румунији у округу Долж у општини Булзешти. Oпштина се налази на надморској висини од 181 m.

## Становништво
Према подацима из 2002. године у насељу је живело 317 становника, од којих су сви румунске националности.